# Roland Thaxter
Rolalnd Thaxter (ur. w 28 sierpnia 1858 w Newtonville, zm. 22 kwietnia 1932 w Cambridge) – amerykański mykolog.

## Życiorys
Był synem wybitnej poetki Celii Laighton Thaxter, jego ojciec był absolwentem Uniwersytetu Harvarda i prawnikiem. Roland Thaxter w 1882 r. również ukończył studia na Uniwersytecie Harvarda, a w 1886 r. uzyskał stopień doktora. Od 1888 do 1891 roku pracował na stanowisku pierwszego fitopatologa w Stacji Doświadczeń Rolniczych Connecticut. Zainteresował się entomologią i zebrał olbrzymią kolekcje motyli. W 1891 roku wrócił na Harvard, gdzie połączył swoje zainteresowania entomologiczne z mykologią. Zajął się opracowaniem licznej w gatunki grupy grzybów będących pasożytami owadów. W 1901 roku został awansowany na stanowisko profesora zwyczajnego botaniki roślin kryptogamicznych. W 1919 roku przeszedł na emeryturę, ale dalej kontynuował pracę naukową. Został profesorem emerytowanym i honorowym kustoszem zielnika roślin kryptogamicznych na uniwersytecie.
Mimo słabego zdrowia, w poszukiwaniu okazów w latach 1905–1906 podróżował po Stanach Zjednoczonych, Europie, Nowej Fundlandii, Indiach Zachodnich, Ameryce Południowej, a nawet w okolicach Cieśniny Magellana. W 1921 roku został wybrany na członka Królewskiej Szwedzkiej Akademii Nauk. W wyniku postępującej zaćmy do 1925 roku całkowicie stracił wzrok w prawym oku, później również w lewym.

## Praca naukowa
W czasie pracy w Stacji Doświadczeń Rolniczych przyczynił się również do rozwoju fitopatologii. Opisał patogeny powodujące choroby roślin  Oospora scabies, Phytophthora phaseoli i Urocystis cepulae. Był pionierem w stosowaniu oprysków grzybobójczych do zwalczania chorób grzybowych. Głównie jednak zajmował się mykologią. Jest autorem około 70 publikacji naukowych. Największym jego dziełem jest pięciotomowa seria poświęcona grzybom entomopatogenicznym z rzędu owadorostowców (Laboulbeniales). Pracował nad nim ponad 30 lat. Wyniki badań nad tymi grzybami opublikowane zostały w latach 1896–1931 w pięciu tomach, które obejmowały 103 rodzaje, około 1200 gatunków i 13 odmian. Ilustrowane były ponad 3000 drobiazgowymi i eleganckimi ilustracjami wykonanymi piórem i tuszem, zebranymi na 166 planszach.
W naukowych nazwach opisanych przez niego taksonów dodawany jest skrót jego nazwiska Thaxt.